# Иванов, Евгений Константинович
Евгений Константинович Иванов — советский хозяйственный и политический деятель.

## Биография
Родился в 1909 году в Саратове. Член КПСС.
Трудовую деятельность начал на одном из оборонных заводов Саратова в 1929 году.
Окончил Ленинградский политехнический институт.
Кандидат технических наук.
В 1937—1967 гг. — инженерный и руководящий работник машиностроительных предприятий оборонно-промышленного комплекса в городе Ленинграде.
В 1967—1976 гг. — начальник КБ «Арсенал», директор машиностроительного завода «Арсенал» имени М. В. Фрунзе.
Делегат XXII съезда КПСС.
Лауреат Государственной премии СССР (неопубликованным Постановлением).
Умер в 1987 году в Ленинграде.

## Награды
- Орден Ленина
- Орден Трудового Красного Знамени
- Орден Знак Почёта